# Foie gras
Foie gras ([ˌfwaː ˈgʁaː], francosko za 'maščobna jetra') je kulinarična specialiteta, ki jo dobijo iz jeter pet do šest mesecev stare gosi ali race. Po francoskem zakonu je foie gras opredeljen kot jetra race ali gosi, ki se jih goji s siljenjem koruze s hranilno cevjo, postopek znan tudi kot gavage. Foie gras spada med zaščiteno kulturno in gastronomsko dediščino Francije.

## Zgodovina
Že leta 2500 pr. n. št. so maščobna jetra ptic v Egiptu cenili kot poslastico. Približno v tem času se je začela praksa gojenja gosi s prisilnim krmljenjem zaradi maščobnih jeter. O tem je pisal Plinij starejši in po Rimskem cesarstvu se je tehnologija razširila tudi v prostor današnje Francije, ki sedaj velja za 'domovino' foie gras.
Leta 2005 je francoska nacionalna skupščina Foie gras, v dodatku k zakonu o kmetijstvu, razglasila za nacionalno in gastronomsko dediščino in je zato izvzeta iz francoskih zakonov o dobrem počutju živali. 

## Namaz
Od približno 75 % svetovne pridelave (2008: 26.500 ton), od tega je 96 % račjih jeter (ostalo gosjih), poteka v Franciji, od tega jih 98 % predelajo. Industrija ima približno 30.000 zaposlenih. 70 % jih predelajo na zahodu in jugozahodu Francije. Za Francijo sta najpomembnejši proizvajalki Madžarska z 2600 t in Bolgarija z 2000 t. Glavni kupec izven Francije je Španija z 801 t letno, Nemčija je peta s 121 t (2004).

## Različice
- Foie gras entier: iz enega ali dveh kosov čistih gosjih jeter lahko kuhamo (cuit) ali surov (frais)
- Foie gras: sestavljen iz več kosov jeter
- Mousse de foie gras: emulzija gosjih jeter in drugih rastlinskih ali živalskih maščob
- Pâté de foie gras (gosja jetrna pašteta): vsebuje vsaj 50 % gosjih jeter
- Parfait de foie gras: vsebuje vsaj 75 % gosjih jeter

## Proizvodnja in prodaja
Maščobna jetra so posledica določene oblike krmljenja (gavage), testenin ali podobnega, pri čemer so bile živali v zadnjih 21 do 28 dneh prisilno hranjene. Približno tri do štirikrat na dan se živali krmi po cevi v želodec s 95-odstotno koruzo in 5-odstotno mastjo. Zaradi tega jetra tehtajo od 1000 do 2000 gramov namesto običajnih 300 gramov pri zakolu, vsebnost maščobe pa niha med 31 in 51 %. Maščobne usedline trigliceridov se kopičijo zaradi maščobnih jeter, zato se delež fosfolipidov zmanjšuje. Vsebnost holesterola se s takim krmljenjem ne poveča.
Proizvodnja je v mnogih državah prepovedana, vendar sta na primer v EU dovoljena uvoz in prodaja. Do 14. maja 2008 je bila v Čikagu prepovedana prodaja foie gras, ki je bilo edinstveno na svetu. Leta 2004 je Kalifornija prepovedala proizvodnjo in prodajo jeter pitanih živali, pa tudi trgovino s perjem in drugimi izdelki takih gosi in rac. Prepoved je začela veljati 1. julija 2012. Zvezno sodišče v Kaliforniji je januarja 2015 razveljavilo prepoved prodaje. Januarja 2019 je vrhovno sodišče ZDA končno potrdilo prepoved prodaje. 
Leta 2011 je bilo ime izdelka Foie gras črtano s seznama na Splošni razstavi hrane in pijače (Anuga) v Kölnu, največjem svetovnem sejmu živilske industrije, vendar to ne pomeni prepovedi razstav.
Newyorški mestni svet je oktobra 2019 sklenil, da prepove prodajo z oktobrom 2022.